# Jim Bagby, Sr.
James Charles Jacob Bagby Sr., dit Jim Bagby, né le 5 octobre 1889 à Barnett en Géorgie et décédé le 28 juillet 1954, est un joueur américain de baseball qui évoluait en Ligue majeure de baseball.

## Carrière

### Professionnelle
Jim Bagby débute en ligue majeure en 1912 sous les couleurs des Reds de Cincinnati, mais ses performances sont médiocres, et il est laissé libre en fin de saison. Il évolue alors en ligues mineures pendant trois saisons, à La Nouvelle-Orléans en Southern Association notamment, avant d'être recruté par les Indians de Cleveland le 22 juillet 1915.
Il joue pour les Indians de 1916 à 1922, remportant les World Series en 1920. Lors de cette saison, Bagby signe 31 victoires en saison régulière. Le 10 octobre, il signe une nouvelle victoire en World Series et frappe à cette occasion le premier coup de circuit réussit par un lanceur en Séries mondiales.
Il achève sa carrière en 1923 après une dernière saison en ligue majeure sous l'uniforme des Pirates de Pittsburgh.